# Щербо Володимир Анатолійович
Володимир Анатолійович Щербо (біл. Уладзімір Анатолевіч Шчэрба, нар. 1 квітня 1996, Мінськ, Білоруська РСР) — білоруський футболіст, півзахисник клубу «Динамо-Берестя».

## Клубна кар'єра
Він розпочав кар'єру в Мінську, але незабаром перейшов до брестейського «Динамо», де швидко став основним гравцем. Сезон 2011 року провів у Росії в складі оренбурзького «Газовика», після чого повернувся до Білорусі, приєднавшись до могилівського «Дніпра».
У лютому 2013 року знову став гравцем брестейського «Динамо». У матчі 3-го туру проти «Білшини» (12 квітня) на 28-ій хвилині отримав червону картку через зіткнення з Ярославом Богуновим. Видалення та пенальті викликали невдоволення інших гравців, в результаті чого Сергій Кондратьєв також отримав червону картку, після чого брестейський клуб вдев'ятьох програв з рахунком 0:7, а Щербо отримав три матчі дискваліфікації. Після повернення знову почав грати правим захисником, але іноді виступав на лівому фланзі та в півзахисті.
У лютому 2015 року продовжив контракт з «Динамо». У сезоні 2015 року його почали використовувати переважно як флангового півзахисника. Наприкінці сезону 2015 року залишив Берестя.
У січні 2016 року поїхав у жодинський «Торпедо-БелАЗ» і незабаром підписав контракт з вище вказаним клубом. У складі «автозаводців» став основним правим захисником. У січні 2017 року продовжив угоду з жодинцями. У першій половині сезону 2017 року рідко виходив на поле, згодом почав частіше грати в основі. У листопаді 2017 року підписав новий річний контракт з «автозаводцями». У 2018 та першій половині 2019 року зазвичай виходив у стартовому складі, через травму пропустив другу половину сезону 2019 року. У 2020 році почав частіше залишатися на лаві запасних. У січні 2021 року, після закінчення терміну жії контракту, залишив «Торпедо-БелАЗ».
У січні 2021 року почав тренуватися з берестейським «Динамо», а в лютому підписав угоду з клубом.

## Досягнення
«Динамо-Берестя»
- Кубок Білорусі
  -  Володар (1): 2006/07

«Торпедо-БелАЗ»
- Білоруська футбольна вища ліга
  -  Бронзовий призер (1): 2020

- Кубок Білорусі
  -  Володар (1): 2015/16